# Théophile Soyer
Pour les articles homonymes, voir Soyer.
 Théophile Soyer, né le 23 juillet 1853 à Paris et mort à La Tranche-sur-Mer le 20 février 1940, est un émailleur français appartenant à une lignée d’émailleurs parisien.

## Biographie
Théophile Soyer est né le 23 juillet 1853 à Paris.
Il est le fils de l’émailleur Paul Soyer. La famille Soyer formera une lignée d’émailleurs parisien qui sera active de 1860 à 1914.
Il suivra les cours des peintres Eugène Levasseur et d'Adolphe Yvon.
Il épouse en1879 Léa (dit) Lucie Dejoux peintre émailleur d’origine genevoise. Ils ont une fille Jeanne, épouse Lemerle (1879-1967) qui exercera également le métier d’émailleur dans l’entreprise familiale.
Après avoir travaillé dans le style japonisme qui était tendance dans les années 1870-1880, Théophile Soyer, influencé par Claudius Popelin, se spécialisera en travaillant « à la façon de Limoge » réputée pour ses émaux cloisonnés et champlevés.
Il rejoindra plus tard le mouvement Art nouveau.
La maison Soyer était installée rue Saint-Sauveur à Paris.
Théophile Soyer la vendra, en 1914, à son principal employé et décède en Vendée le 20 février 1940.

## Œuvre
- Emaux de la châsse de Châsse de saint Remi[3].
- Plat aux cacatoès, Monogrammé « T.S » Vers 1885-1890, Email polychrome peint sur cuivre, Diamètre : 21,5 cm[4].

## Prix
- Médaille d’argent à l’Exposition Universelle de 1889.
- Médaille d’or à l’exposition universelle de Paris de 1900.

## Activités
- Président de la Société des éclectiques, société humoristique fondée en 1872.
- Vice-président de la Chambre de la céramique et du verre de l’Union.

## Galerie photos

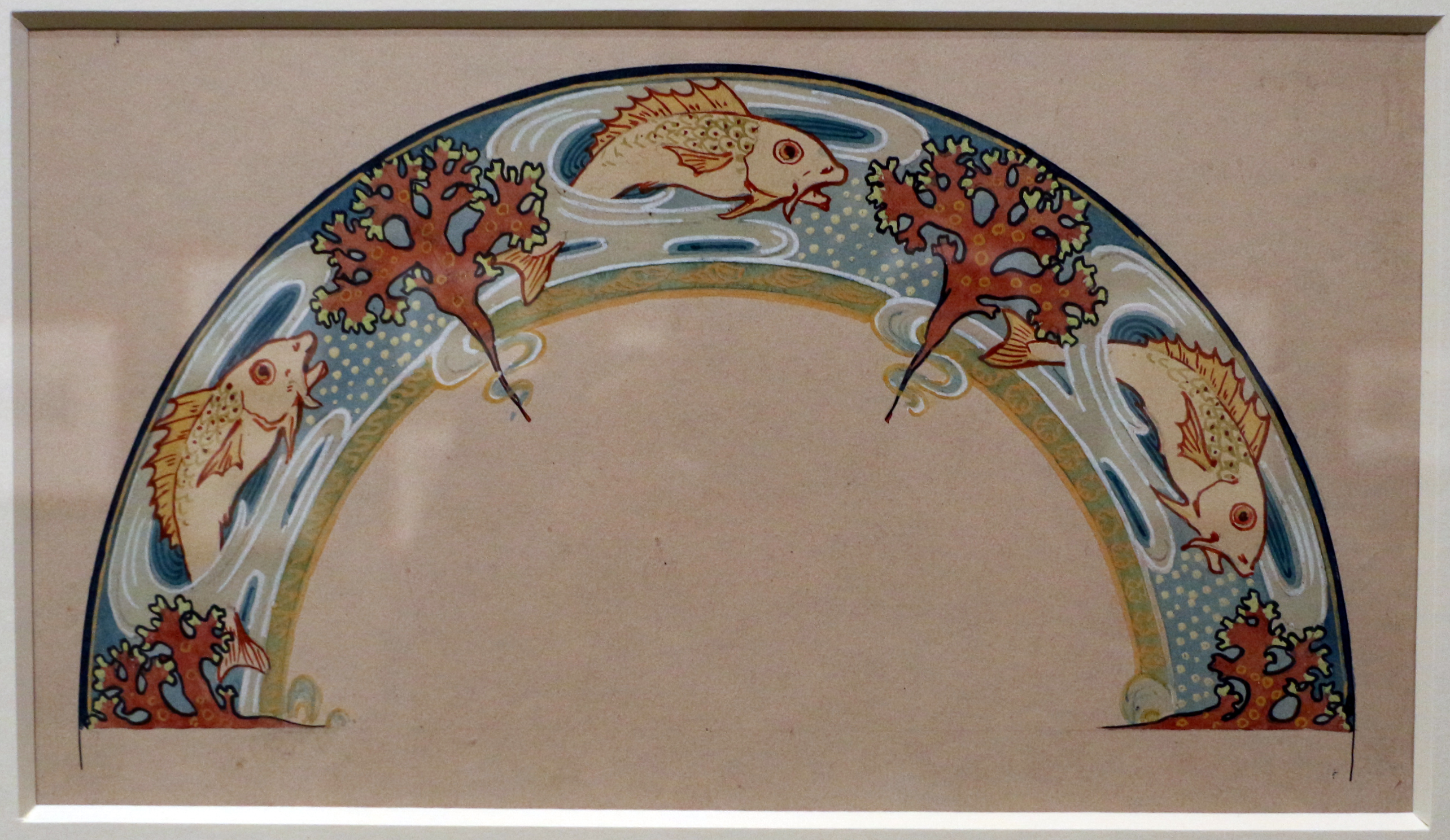
Motif de frise avec poissons et coraux.
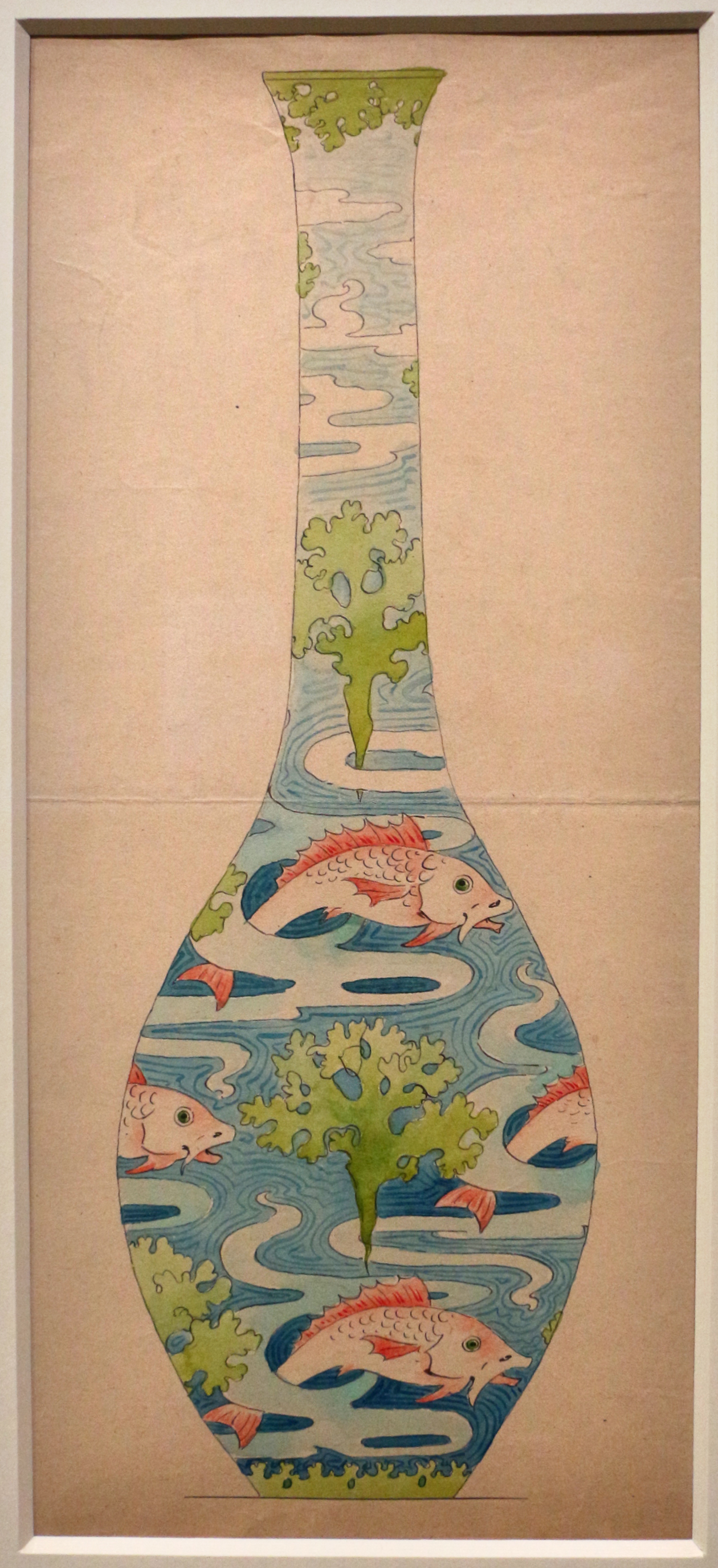
Vase avec poisson et algues.

### Sources
https://www.persee.fr/doc/sevre_1169-2537_2005_num_14_1_1487</